# Siriella aequiremis
Siriella aequiremis är en kräftdjursart som beskrevs av Hansen 1910. Siriella aequiremis ingår i släktet Siriella och familjen Mysidae. Inga underarter finns listade i Catalogue of Life.